# Aydoğdu Bey
 (février 2020).
Si vous disposez d'ouvrages ou d'articles de référence ou si vous connaissez des sites web de qualité traitant du thème abordé ici, merci de compléter l'article en donnant les références utiles à sa vérifiabilité et en les liant à la section « Notes et références ».
Aydoğdu Bey (en arabe : ايدوغدو بن غندوز آلپ), né vers 1284 et mort le 27 juillet 1302 à Nicomédie. Il est le fils de Gündüz Alp, qui est le frère d'Osman Ier le fondateur de l'Empire ottoman.

## Biographie
Il est le fils de Gündüz Alp.
Sa mère été Ayşe Hatun.
Il est le frère d'Aktimur Bey.

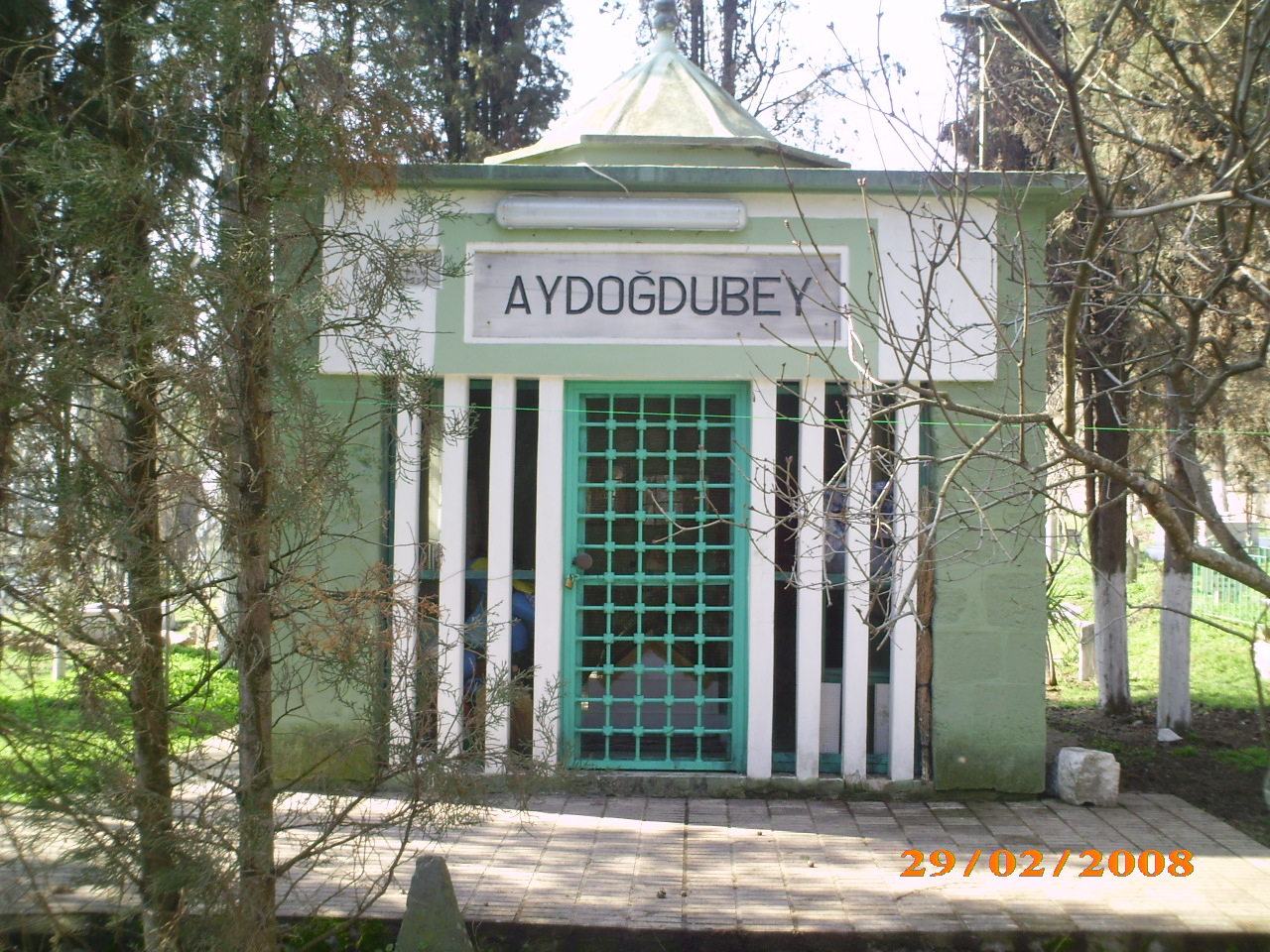
Tombe d'Aydoğdu Bey à Bursa.

Il a été élevé personnellement par son oncle Osman, il a participé à de nombreuses batailles avec lui. Il est décédé très jeune (probablement de 17 à 18 ans) le 27 juillet 1302, lors de la Bataille de Bapheus.
Après cette bataille, il est resté ouvert à l'attaque des armées d'Osman sur les rives sud de la mer de Marmara. Cette année-là, la forteresse de Kite, Orhaneli (Atranos) et l'île Alyos du lac Ulubat sont tombées entre les mains des Ottomans. Le commandant grec de Kite était sur la résistance et lorsque le château est tombé entre les mains des Ottomans, il a été tué pour venger Aydoğdu.
Sa tombe est sur la route de Koyunhisar entre Bursa et Yenişehir.